# Akhil Bharatiya Kamgar Sena
Akhil Bharatiya Kamgar Sena är en facklig organisation i den indiska delstaten Maharashtra. Den står nära partiet Akhil Bharatiya Sena.